# Matteo Fabbro
Matteo Fabbro (Udine, 10 aprile 1995) è un ciclista su strada italiano, che corre per il team Solution Tech Vini Fantini. Ha caratteristiche da passista-scalatore ed è professionista dal 2018.

## Carriera

### 2015-2017: i risultati tra gli Under-23
Dopo aver debuttato tra gli Under-23 nel 2015 con il Cycling Team Friuli, nel 2016 Fabbro si classifica quinto al Trofeo Città di San Vendemiano, terzo al Tour of Bihor, sesto al Tour of Malopolska e tredicesimo al Tour de l'Avenir, ottenendo anche il primo successo nella categoria a Laterina nella Coppa Guinigi, gara del calendario nazionale. In stagione partecipa anche alla Tre Valli Varesine con la maglia della Nazionale italiana.
Nel 2017, dopo il terzo posto al Giro del Belvedere, si piazza quarto nella tappa di Bagnara di Romagna al Giro d'Italia Under-23; il 12 luglio ottiene quindi la prima vittoria in una gara dell'Europe Tour, imponendosi nel prologo (una cronoscalata) del Giro della Valle d'Aosta. Conclude la stagione con il quinto posto al Gran Premio Sportivi di Poggiana, due top 10 di tappa al Tour de l'Avenir, il quarto posto alla Ruota d'Oro e i due successi nella Coppa Città di San Daniele e nella cronoscalata Bologna San Luca. In agosto firma intanto un contratto biennale per il passaggio al professionismo con il Team Katusha Alpecin a partire dal 2018.

### Dal 2018: il professionismo
Nel 2018 debutta da pro in maglia Katusha, e in stagione prende parte a diverse competizioni, anche World Tour, con ruoli di gregario; in ottobre si classifica quindi ottavo al Presidential Cycling Tour of Turkey. Nel 2019 si piazza ottavo anche ai campionati italiani in linea a Compiano, e quinto al Trofeo Matteotti. Sempre nel 2019 prende parte alla sua prima Vuelta a España, chiudendola al 54º posto, e posizionandosi ottavo al termine dell'undicesima tappa a Urdax-Dantxarinea.
A inizio 2020, con la chiusura del team Katusha, si accasa alla tedesca Bora-Hansgrohe. In stagione si piazza terzo nella settima tappa della Tirreno-Adriatico, a Loreto, dopo un attacco solitario iniziato a 25 km dall'arrivo ed esauritosi con il rientro di Mathieu van der Poel (poi vincitore) a 400 m dall'arrivo; partecipa anche al suo primo Giro d'Italia, concludendolo al 23º posto.
Nel 2021 inizia la stagione alla Tirreno-Adriatico con il compito di supportare Patrick Konrad. Complice però la scarsa forma dell'austriaco diventa lui l'uomo di punta: arriva settimo nella quarta tappa e decimo in quella successiva, piazzamenti che gli consentono di terminare la corsa al quinto posto in classifica generale.

## Palmarès
- 2013 (Juniores)[2]

Giro della Vallata Feltrina
Medaglia d'Oro Dino Liviero
- 2016 (Cycling Team Friuli, una vittoria)[6]

Coppa Guinigi
- 2017 (Cycling Team Friuli, tre vittorie)[8]

Prologo Giro della Valle d'Aosta (Saint-Gervais Mont-Blanc > Saint-Nicolas-de-Véroce, cronometro)
Coppa Città di San Daniele
Cronoscalata Bologna-San Luca (cronometro)

### Altri successi
- 2013 (Juniores)

Classifica scalatori Giro di Basilicata

## Piazzamenti

### Grandi Giri
- Giro d'Italia

2020: 23º
2021: 32º
2024: 94º
- Vuelta a España

2019: 54º
2022: 53º

### Classiche monumento
- Liegi-Bastogne-Liegi

2021: 127º
- Giro di Lombardia

2019: ritirato
2021: 68º
2022: 22º